# 魯德卡河 (斯特里河支流)
魯德卡河（烏克蘭語：Рудка），是烏克蘭西北部的河流，屬於斯特里河的右支流。該河發源自亞羅梅利，流經沃倫州的盧茨克區，河道全長25.5公里，流域面積187平方公里。